# Constantino Dennerlein
Constantino „Bubi“ Dennerlein (* 28. Dezember 1932 in Portici; † 5. Juni 2022 in Rom) war ein italienischer Schwimm- und Wasserballtrainer.

## Karriere
Constantino Dennerlein war der Sohn eines Deutschen und einer Rumänin. Der 1,80 Meter große Dennerlein trat für den Circolo Canottieri Napoli an.
In seiner aktiven Laufbahn als Schwimmer gewann er zehn italienische Meistertitel und stellte vier Landesrekorde auf. Bei den Olympischen Spielen 1952 war er als Ersatzmann nominiert, kam aber nicht zum Einsatz. Dennerlein spielte in seinem Verein auch Wasserball und wurde 1957 und 1958 italienischer Meister.
Nach dem Ende seiner Karriere wurde er Trainer. Sein erster Schützling war sein jüngerer Bruder Fritz Dennerlein. 1961 und 1962 dominierten die von Constantino Dennerlein betreuten Schwimmer die italienischen Meisterschaften mit 11 von 13 beziehungsweise 9 von 14 Meistertiteln. Daneben trainierte er auch die Wasserballspieler von Napoli und führte sie 1963 zum Meistertitel, Dies war der einzige Meistertitel von 1959 bis 1972, der nicht an Pro Recco ging.
Dennerlein wurde dann italienischer Nationaltrainer der Schwimmmannschaft, die er 24 Jahre lang und bei sieben Olympischen Spielen betreute. Unter anderem betreute er Novella Calligaris, die unter seinem Training je drei Medaillen bei Olympischen Spielen, Welt- und Europameisterschaften gewann.